# 法蘭西絲卡·希比拉·奧古斯塔
法蘭西絲卡·希比拉·奧古斯塔（德語：Franziska Sibylla Augusta，1675年1月21日—1733年7月10日），巴登-巴登藩侯夫人，薩克森-勞恩堡公爵尤里烏斯·法蘭茲的女兒。

## 家庭
1690年，法蘭西絲卡·希比拉·奧古斯塔和巴登-巴登藩侯路德維希·威廉結婚，兩人共有2子1女：
1. 路德維希·格奧爾格（1702年—1761年）
2. 奧古斯塔（1704年—1726年）
3. 奧古斯特·格奧爾格（1706年—1771年）